# Alessia Russo (ginnasta)
Alessia Russo (Figline Valdarno, 24 settembre 1996) è una ginnasta italiana, individualista della Nazionale di ginnastica ritmica dell'Italia.

## Carriera sportiva
Nel 2004 inizia a praticare ginnastica ritmica nella società Aurora Montevarchi, allenata dalla Tecnica Samuela Pagni. Nel 2010 si trasferisce a Chieti per cominciare ad allenarsi nella società abruzzese campione d'Italia.
Nel 2011 fa parte della squadra nazionale junior, con le compagne Chiara Di Battista, Carmen Crescenzi, Alessia Medoro, Francesca Medoro e Valentina Savastio, allenata da Germana Germani. La squadra si classifica in 6ª posizione ai Campionati europei di ginnastica ritmica 2011 a Minsk. 
Nel 2011, 2012 e 2013 con la società Armonia d'Abruzzo vince il campionato nazionale di serie A1, e nel 2012 insieme a Chiara Di Battista e a Carmen Crescenzi partecipa alla Aeon Cup a Tokyo, torneo internazionale riservato alle società più forti del mondo, ottenendo il 6º posto. Nello stesso anno partecipa per la prima volta ai campionati Italiani Assoluti, centrando la finale al cerchio e clavette.
Ai campionati Assoluti del 2013 ottiene il quinto posto nel concorso generale e raggiunge l'Argento nella Finale al Nastro
Partecipa ai XXXII Campionati mondiali di ginnastica ritmica 2013 a Kiev, classificandosi in 29ª posizione. L'anno successivo ai XXXIII Campionati mondiali di ginnastica ritmica 2014 a Smirne, riconferma la 29ª posizione.
Arriva seconda ai campionati italiani assoluti nel 2014 nel concorso generale,  vincendo poi la Finale di specialità alle Clavette e confermando l'Argento al Nastro, in Serie A1 con la sua società diventa vice campionessa d'Italia. Partecipa anche ad uno stage, con la compagna di nazionale Veronica Bertolini, in Russia presso il centro tecnico di Novogorsk.
Nel 2015 partecipa al Grand Prix di Mosca, nel torneo internazionale classificandosi 6º, mentre alla World Cup di Lisbona conquista la 18ª posizione. Alla World Cup di Pesaro conquista invece la 28ª posizione. Prende parte ai Campionati europei di ginnastica ritmica 2015 a Minsk, dove arriva 20º. A giugno dello stesso anno si riconferma vice-campionessa italiana ai Campionati Assoluti,  vincendo successivamente le medaglie d'Oro a Clavette e Nastro e Bronzo a Cerchio e Palla nelle finali di specialità. Non buona la sua prestazione alla World Cup di Bucarest dove deve accontentarsi di un 30º posto in classifica. Prende parte ai Campionati mondiali di ginnastica ritmica 2015 a Stoccarda, in Germania, classificandosi 40º a causa di gravi errori commessi durante la competizione.
Dopo varie convocazioni alle tappe di World Cup, ad aprile 2016 partecipa al Test Event a Rio de Janeiro. Dopo un breve periodo di stallo riesce a riscattarsi vincendo la medaglia d'oro ai campionati italiani assoluti nel 2017. L'anno seguente ottiene un bronzo nella coppa del Mondo di Portimao per poi aggiudicarsi nuovamente un bronzo ai Mondiali di Sofia 2018. 
Nel 2019 conquista la medaglia d'argento al campionato italiano di serie A, insieme al team "Armonia d'Abruzzo"; vince la medaglia di bronzo al campionato italiano assoluto nell'all-around, medaglia di bronzo nella finale del nastro. Nella stessa edizione vince il "premio bellezza-eleganza" della manifestazione. Nel giugno dello stesso anno vince la medaglia di bronzo ai campionati italiani assoluti di Torino e partecipa successivamente al Bilaterale Italia-Bielorussia a Monza.
Viene convocata per rappresentare l'Italia alla 30º Universiade, svolta a Napoli. Nella prima giornata di gare si qualifica per la finale nel cerchio, per poi classificandosi quinta nella gara finale con il punteggio di 19.400. Nella seconda giornata conquista la finale al nastro e ottiene la medaglia d'argento con il punteggio di 18.700.
Ad agosto partecipa alla competizione internazionale "Gracia cup" a Budapest dove si classifica terza nella classifica generale e terza nei singoli attrezzi; partecipa inoltre alla "world challenge cup" in Kazan (Russia) dove conquista la finale al nastro.
Successivamente prende parte al mondiale di Baku, dove si classifica quarta nella competizione a suadre. Con questa competizione le sue partecipazioni ai mondiali salgono a 5.
A ottobre partecipa al "Campionato Italiano d'Insieme" con la squadra Armonia D'Abruzzo con cui si aggiudica il titolo italiano.
Viene convocata, come riserva, per la partecipazione alle Olimpiadi di Tokyo 2020, svolte nel 2021 a causa della Pandemia di COVID-19, dove la squadra Italiana conquista la medaglia di bronzo.
Partecipa con la squadra olimpica le Farfalle alla "World Challenge Cup" World-Napoca 2021" in Romania dove conquistano 3  medaglie d'oro, concorso generale all-around e singole specialità.

## Televisione
Nel 2012 partecipa insieme a Chiara Di Battista e Federica Febbo, al programma televisivo Romanzo familiare.
Nel 2015 gira uno spot per un noto spumante piemontese.
Nel 2017 viene invitata ed intervistata nella trasmissione televisiva "la domenica sportiva" sul canale regionale abruzzese "rete8" 
Nel 2018 in occasione della festa nazionale dello sport Viene invitata nella trasmissione televisiva regionale "rete8".
Nel 2018 su RAI 2, partecipa alla trasmissione televisiva "la prima Volta". 
Il 1º aprile 2019 partecipa alla trasmissione "un salto nella storia" in diretta televisiva nazionale su RAI 2 dal teatro "la fenice" in Venezia per la celebrazione dei 150 anni delle federazione italiana ginnastica